# Stazione di Servigliano
La stazione di Servigliano è stata una stazione ferroviaria posta lungo la ex linea ferroviaria a scartamento ridotto Porto San Giorgio-Fermo-Amandola chiusa il 27 agosto 1956; era a servizio del comune di Servigliano.

## Storia
La stazione di Servigliano fu tra i primi manufatti costruiti per la Ferrovia Fermana, infatti la sua costruzione cominciò poco dopo la posa della prima pietra, che ebbe luogo presso il ponte sul Tenna ad un paio di km dalla stazione il 2 luglio 1905.
La vicinanza della stazione al centro storico aiutò lo sviluppo reciproco del paese e dello scalo ferroviario, infatti, questa posizione strategica fece sì che durante la prima guerra mondiale venne edificato, adiacente alla stazione, il campo di prigionia n.59.
In questi anni il trasporto degli internati era svolto via il treno, concludendo nel 1919, quando il campo fu trasformato in deposito per il rimessaggio di armamenti bellici, servito sempre dalla ferrovia.
La stazione vide un forte afflusso passeggeri e merci durante il servizio ferroviario, tanto che nel 1928, in concomitanza con i lavori di elettrificazione della linea, il magazzino merci fu ampliato significativamente e la stazione passò dalla colorazione rosa che aveva caratterizzato gli anni del vapore ad una colorazione giallo ocra.
Durante questi lavori, attaccata al lato ovest della stazione, fu edificata l'unica sottostazione elettrica della linea, che erogava elettricità alla ferrovia.
Con la riapertura del campo di prigionia, prima per detenuti militari poi per civili, la ferrovia ricominciò il trasporto degli internati fino ai primi mesi del 1944, quando le truppe dell'asse in ritirata, distrussero il ponte sul Tenna;
Dopo la liberazione di Fermo il 20 giugno partirono i lavori di ricostruzione della ferrovia e nel 1945 la ferrovia elettrica ritornò a Servigliano
Con la trasformazione del campo di concentramento in centro raccolta profughi, il ministero dell'interno fece un accordo con la Società per le Ferrovie Adriatico Appennino per stabilire significanti riduzioni di tariffa ai profughi, i quali usufruivano massicciamente della ferrovia.
Negli ultimi mesi del 1955, a causa di una frana tra la stazione di S. Vittoria in Matenano e quella di Monte San Martino, la stazione di Servigliano divenne il capolinea della ferrovia fino alla propria chiusura, il 27 agosto 1956.
Negli anni a venire la chiusura il piano caricatore e il marciapiede per il secondo binario furono demoliti e il fabbricato viaggiatori fu abbandonato fino al 2013, quando, dopo un restauro completo, fu riadattata come aula didattica e sala per esposizione della mostra permanente dell'associazione Casa della memoria, fondata nel 2001 con la finalità di divulgare la storia del vicino campo di prigionia.